# Filip Krastev
Pour les articles homonymes, voir Krastev.
Filip Yavorov Krastev (en bulgare : Филип Кръстев), né le 15 octobre 2001 à Sofia en Bulgarie, est un footballeur international bulgare qui joue au poste d'ailier gauche au Lommel SK.

## Biographie

### En club
Né à Sofia en Bulgarie, Filip Krastev est formé par l'un des clubs de la capitale bulgare, le Slavia Sofia, qu'il rejoint en 2010. Il joue son premier match en professionnel le 13 mai 2018 face au Lokomotiv Plovdiv, contre qui son équipe s'incline sur le score de trois buts à zéro.
Le 18 juin 2020, Filip Krastev est annoncé à Manchester City. Dix jours plus tard, il s'engage finalement avec le Lommel SK, club belge faisant partie du City Football Group, qui le prête dans la foulée à son club formateur jusqu'à la fin de l'année.
Il est prêté pour dix-huit mois à un autre club du City Football Group, l'ESTAC, le 28 janvier 2021. Il dispute ses premières minutes sous le maillot troyen le 13 mars en rentrant en jeu à la 85e minute face à l'AS Nancy-Lorraine (29e journée, défaite 1-5).
Le 27 août 2021, il est prêté pour une saison au SC Cambuur.
Le 27 janvier 2022, Krastev est prêté au Levski Sofia jusqu'à la fin de la saison. Il remporte la coupe de Bulgarie, étant titulaire lors de la finale le 15 mai 2022 face au CSKA Sofia. Son équipe s'impose par un but à zéro. Le club est sacré pour la 26e fois, la première dans cette compétition depuis 2007,.
Le 26 juillet 2023, Filip Krastev est prêté au Los Angeles FC, franchise de Major League Soccer, jusqu'en juin 2024 avec option d'achat. Il dispute sa première rencontre avec le club angelin le 8 août suivant, remplaçant Denis Bouanga et inscrivant le quatrième but d'une victoire 4-0 face au Real Salt Lake en huitièmes de finale de Leagues Cup. Krastev fait ses débuts en MLS le 24 août 2023 contre les Rapids du Colorado. Il entre en jeu et son équipe s'impose par quatre buts à zéro.

### En équipe nationale
Filip Krastev est sélectionné avec l'équipe de Bulgarie des moins de 19 ans à partir de 2019. Il inscrit son premier but lors de sa première sélection le 13 novembre face au Monténégro (victoire 1-3 des Bulgares) et marque un autre but face à la Turquie le 19 novembre suivant (défaite 1-2).
Filip Krastev honore sa première sélection avec l'équipe nationale de Bulgarie le 6 septembre 2020 contre le Pays de Galles, un match comptant pour la Ligue des nations 2020-2021. Krastev entre en jeu à la place de Todor Nedelev lors de cette rencontre perdue par les siens (1-0).

## Palmarès
ES Troyes AC
- Champion de France de Ligue 2 en 2021.

 Levski Sofia
- Vainqueur de la Coupe de Bulgarie en 2022.
- Finaliste de la Supercoupe de Bulgarie en 2022.